# Grote gouden bladloper
De grote gouden bladloper (Xylota sylvarum) is een vliegensoort uit de familie van de zweefvliegen (Syrphidae). De wetenschappelijke naam van de soort is voor gepubliceerd in 1758 door Linnaeus in de tiende editie van Systema naturae. 